# Caloptilia chrysochoa
Caloptilia chrysochoa là một loài bướm đêm thuộc họ Gracillariidae. Nó được tìm thấy ở Samoa và Tonga.